# 12576 Орезм
12576 Орезм (12576 Oresme) — астероїд головного поясу, відкритий 5 вересня 1999 року.
Тіссеранів параметр щодо Юпітера — 3,391.
Названо на честь Миколи Орезмського - французького природознавця і філософа.